# 567. Volksgrenadier-Division
Die 567. Volksgrenadier-Division war ein Großverband der deutschen Wehrmacht im Zweiten Weltkrieg.

## Geschichte

### Aufstellung
Die Division wurde am 26. August 1944 in der 32. Aufstellungswelle auf dem Truppenübungsplatz Grafenwöhr aufgestellt. 

### Auflösung durch Verwendung zur Aufstellung 349. ID
Noch in der Aufstellungsphase befindlich, wurde die Division am 2. September 1944 wieder aufgelöst und die Truppenteile in die noch nicht aufgestellte 349. Infanterie-Division eingebracht.